# Paraphylax annulipes
Paraphylax annulipes är en stekelart som först beskrevs av Cameron 1905.  Paraphylax annulipes ingår i släktet Paraphylax och familjen brokparasitsteklar. Inga underarter finns listade i Catalogue of Life.